# Petelinček
Petelinček (znanstveno ime Zerynthia polyxena) je metulj iz družine lastovičarjev (Papilionidae).

## Opis
Petelinček je srednje velik metulj iz družine lastovičarjev, ki preko kril meri med 42 in 50 mm. Osnovna barva kril je bledorumena, preko njih pa poteka vzorec temno rjavih do črnih lis in vijug, po zunanjem robu pa poteka valovita črta. Spodnja stran kril je podobna zgornji, le da so krila ob straneh telesa še temno rdeče barve. Ob zunanjem robu spodnjega dela zadnjih kril ima metulj poleg rdečih peg še zabrisana svetlo modria očesca. Gosenice metulja se hranijo z različnimi vrstami podraščcev (Aristolochia), metulji pa se zadržujejo v svetlih lisastih gozdovih in ob gozdnih obronkih v eni podaljšani generaciji od aprila do junija.
Pogost je v južni Evropi, od jugovzhodne Francije pa vse do Grčije ter južnega Kazahstana in Urala.
V Sloveniji je petelinček redek in je uvrščen na Rdeči seznam ogroženih metuljev Slovenije ter zakonsko zaščiten.